# 혈관조영술

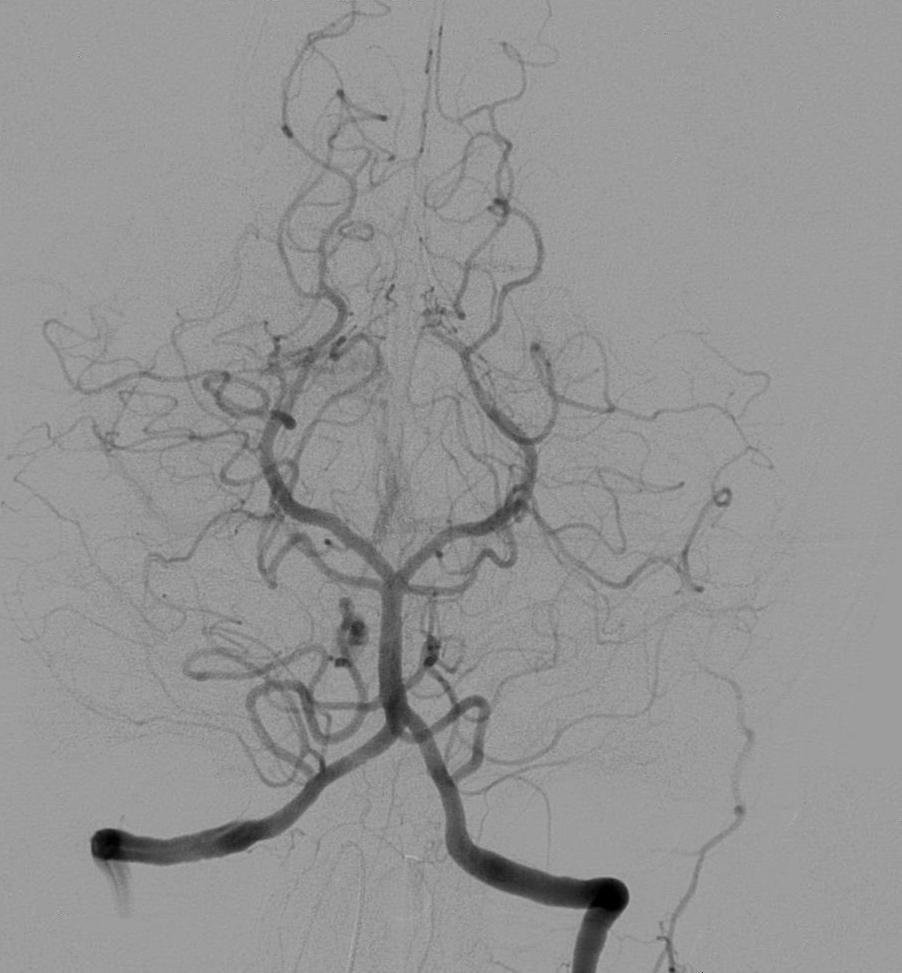
추골동맥, 후대뇌동맥을 보여주고 있다.

혈관조영술(血管造影術, 영어: angiography)은 혈관의 모양을 촬영하는 기술을 말한다. 혈관 이상이나 종양을 감시하는데 이용할 수 있다. 1920년대 스페인에서 처음 발명됐다.
조영제를 투여한 후 X-선을 이용해서 혈관을 검사하는 방법이다. 혈관 안으로 카테터(2mm 이하)라는 가늘고 긴 관을 삽입해서 검사를 하려는 부위까지 밀어넣는다. 그리고 나서 "아이소소르비드 다이나이트레이트(isosorbide dinitrate)" 와 같은 요오드화 염료를 주입하여 X-선 영상을 얻는다. 이때 환자는 약간의 통증과 작열감을 느낀다.

## 같이 보기
- 중재영상의학